# Tonin Harapi
Tonin Harapi, född 4 juni 1925 i Shkodra, död 30 juli 1991[källa behövs], var en albansk kompositör som vunnit många utmärkelser i Albanien.
Harapi började sin musikaliska karriär i hemstaden Shkodër innan han fick möjlighet att utbilda sig på Tjajkovskijkonservatoriet i Moskva. Han fullbordade sin examen i komposition 1958 och hade sedan en produktiv period med flera viktiga verk publicerade runt 1960. Harapi komponerade symfonier, operor, stråkkvartetter, pianokonserter med mera.